# اندیس جزیره فارور
جزیره فارور یک اندیس غیرفلزی است که در  استان هرمزگان قرار دارد و مادهٔ معدنی موجود در آن، خاک سرخ است.  